# Хохуля руська
Хоху́ля ру́ська або хохуля звича́йна (Desmana moschata L.) — вид ссавців із родини кротові (Talpidae), ряду мідицеподібні (Soricomorpha), надряд комахоїдні (Insectivora). Як рідкісна тварина, перебуває під охороною.

## Таксономія
Один з двох видів підродини Desmaninae, що іноді виділяється як окрема родина; іншим видом є хохуля піренейська (Galemys pyrenaicus). Найдавніший, за віком викопних зразків, звір серед усіх представників сучасної фауни Європи загалом. Єдиний вид роду в фауні України.

## Назва
В Україні хохуля руська відома під народними назвами «хохуля», «вихухіль», «морська миша» (басейн Дніпра). На теренах колишніх Воронізької та Саратовської губерній в Росії відома під назвою «хохуля»; в басейні річки Ока — «чурсін».
Наукова родова назва латиною Desmana походить від швед. desmansrattle — «мускусний пацюк», ондатра. Таку назву для виду запропонував 1758 року шведський систематик Карл Лінней у канонічному, десятому виданні своєї праці «Система природи» (лат. «Systema naturae»). Пізніше, 1777 року, німецький натураліст Йоганн Гюльденштедт (Gueldenst.) закріпив ліннеївську назву за родом; moschata означає «з мускусним запахом».

## Опис
Розміри: до 20 см довжини (з хвостом 35 см, 40,5 см), вага до 520 г. Морфологічно добре пристосована до водного життя: перетинки між пальцями на задніх і передніх кінцівках, ступні задніх кінцівок стиснуті з боків, пальці розміщені не в одній площині, а один над одним, край ступні та п'ятий палець вкриті шорсткими волосинками. Передні лапи дещо менші за задні. На усіх пальцях присутні кігті.
Довжина м'ясистого товстого хвоста з усіх боків вкритого дрібною лускою дорівнює довжині тіла. Волосяний покрив хвоста ріденький, з окремих волосинок позаду лусок. Коло основи круглий, завширшки 12 мм, на кінці стиснутий з боків (як кіль у човнів), що покращує маневрування у воді, завширшки 25 мм. В основі хвоста знизу розміщені залози, що виділяють сильно пахучий мускус. Під водою без повітря хохуля здатна пробути до 4 хвилин.
Морда витягнута в рухливий чотиригранний хоботок, який з боків вкритий вібрисами. Знизу й з верху писок вкритий маленькими поглибинами. За допомогою довгого хоботка з ніздрями на кінці, що можуть закриватись, хохуля може дихати під водою, не спливаючи на поверхню. Шия коротка, зір слабкий, очі рудиментарні. Вуха маленькі, приховані в шерсті. Зовні слухова трубка відкривається як обрамлена волосками щілина в шкірі розміром менше 1 см, які як і ніздрі закриваються за допомогою спеціальних клапанів, коли хохуля занурюється під воду. Володіють розвиненим нюхом і відчуттям дотику, особливо за допомогою органів Еймера на кінці хоботка.
Хохуля має 44 зуби, зубна формула: {\displaystyle I{3 \over 3}C{1 \over 1}P{4 \over 4}M{3 \over 3}} Середня пара різців верхньої щелепи збільшена.

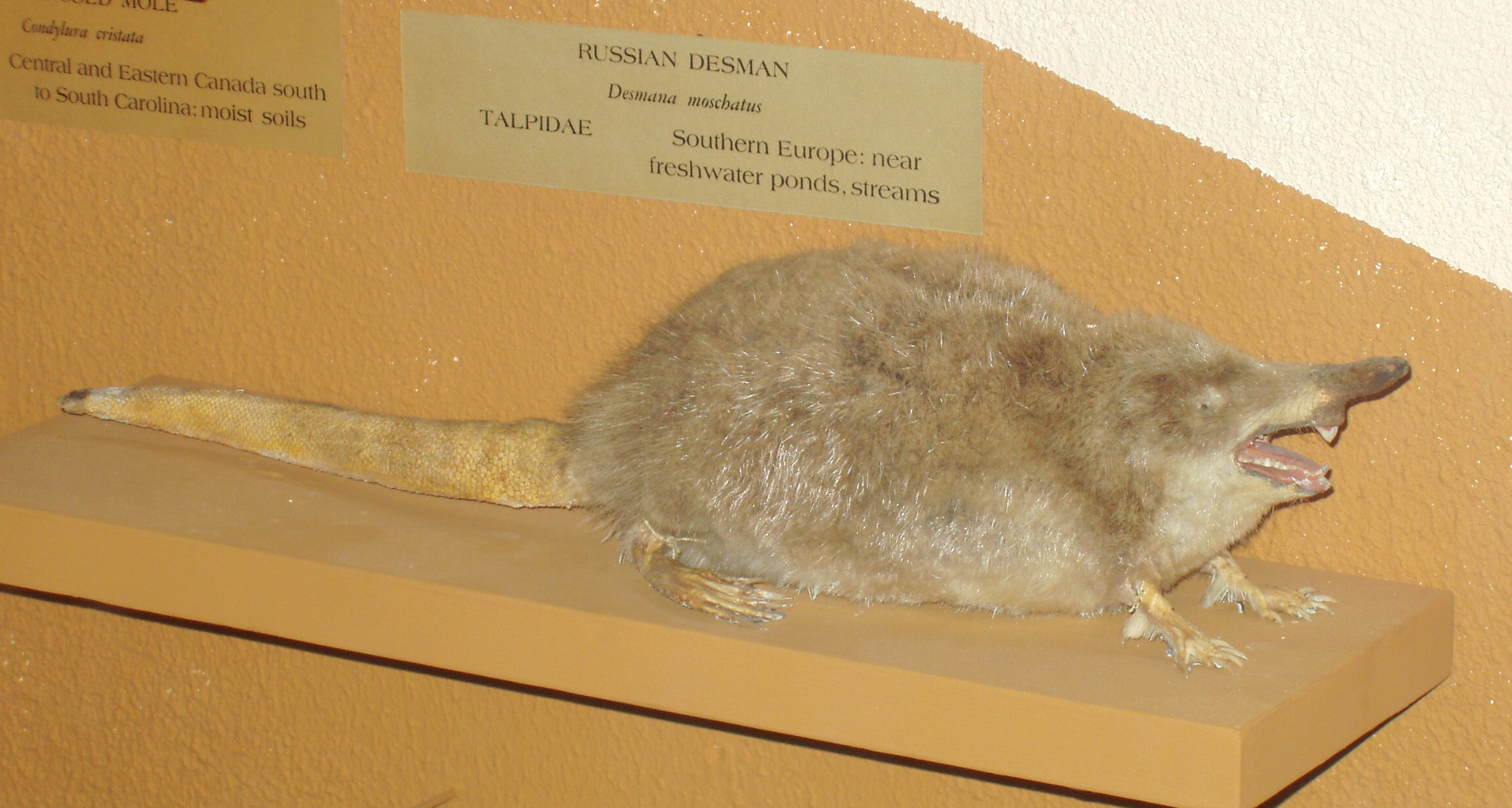
Опудало з музею Гарвардського університету
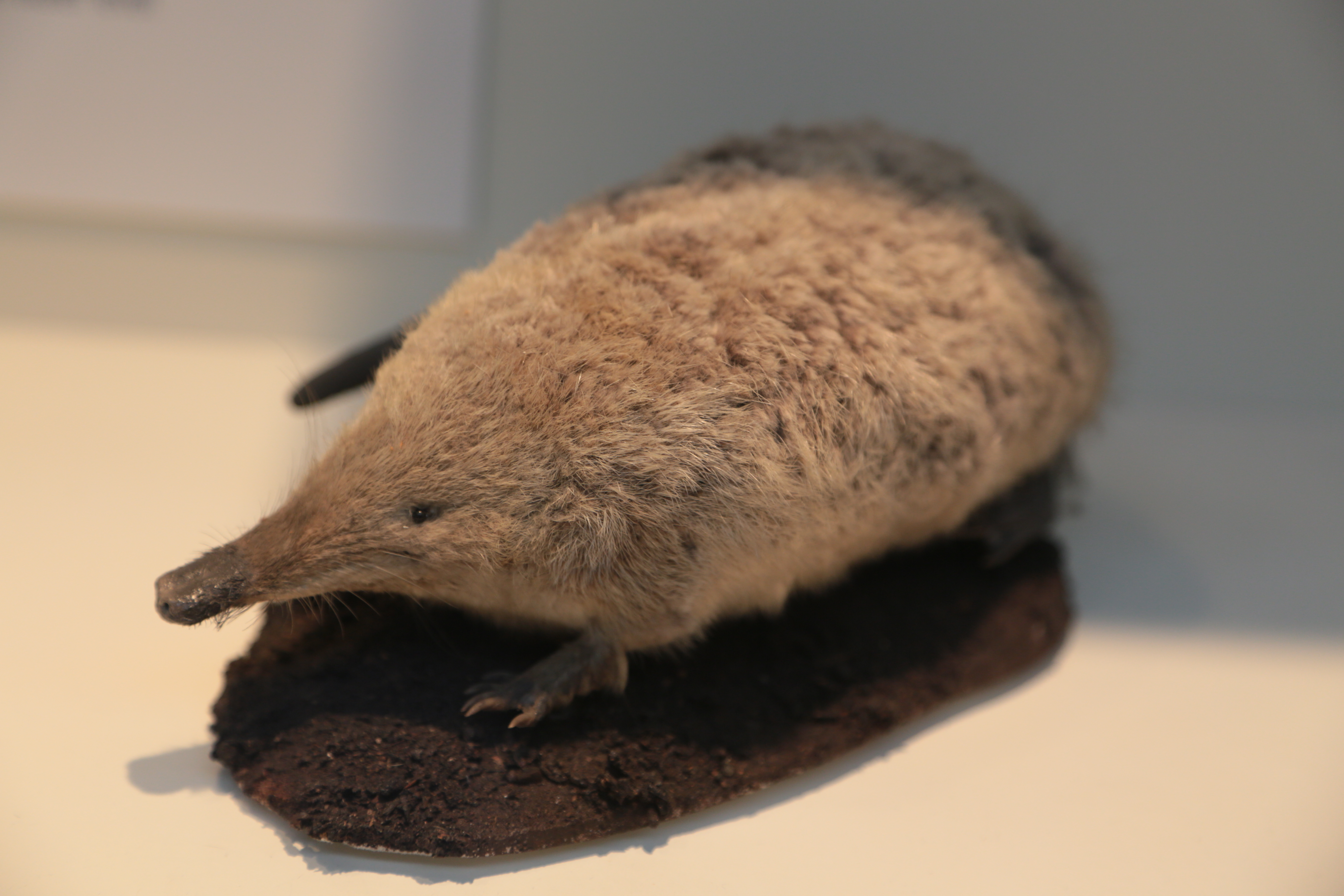
Опудало з Природничого музею Лондона
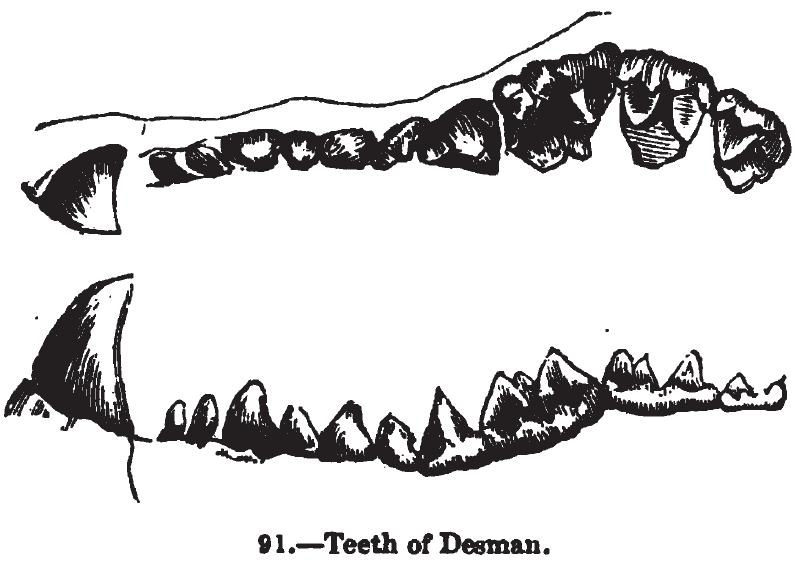
Зуби хохулі

Двоколірне водонепроникне хутро (верхня частина коричнево-бурого темного окрасу, низ сріблястий, поблизу вуха срібляста пляма), до кінця XIX століття було об'єктом мисливського промислу. Остьові волосини на кінцівках ширші ніж поблизу тіла, що не дозволяє шерсті розпушуватись й намокати. Шерсть блискуча, що змінює колір залежно від освітлення. На животі шерсть густіша ніж на спині. Підшерсток густий м'який із тоненьких звивистих волосинок, що тримають довгий час теплоізолюючий прошарок повітря під прохолодною водою. Мускусний запах довгий час зберігає цінне хутро від пошкодження міллю.

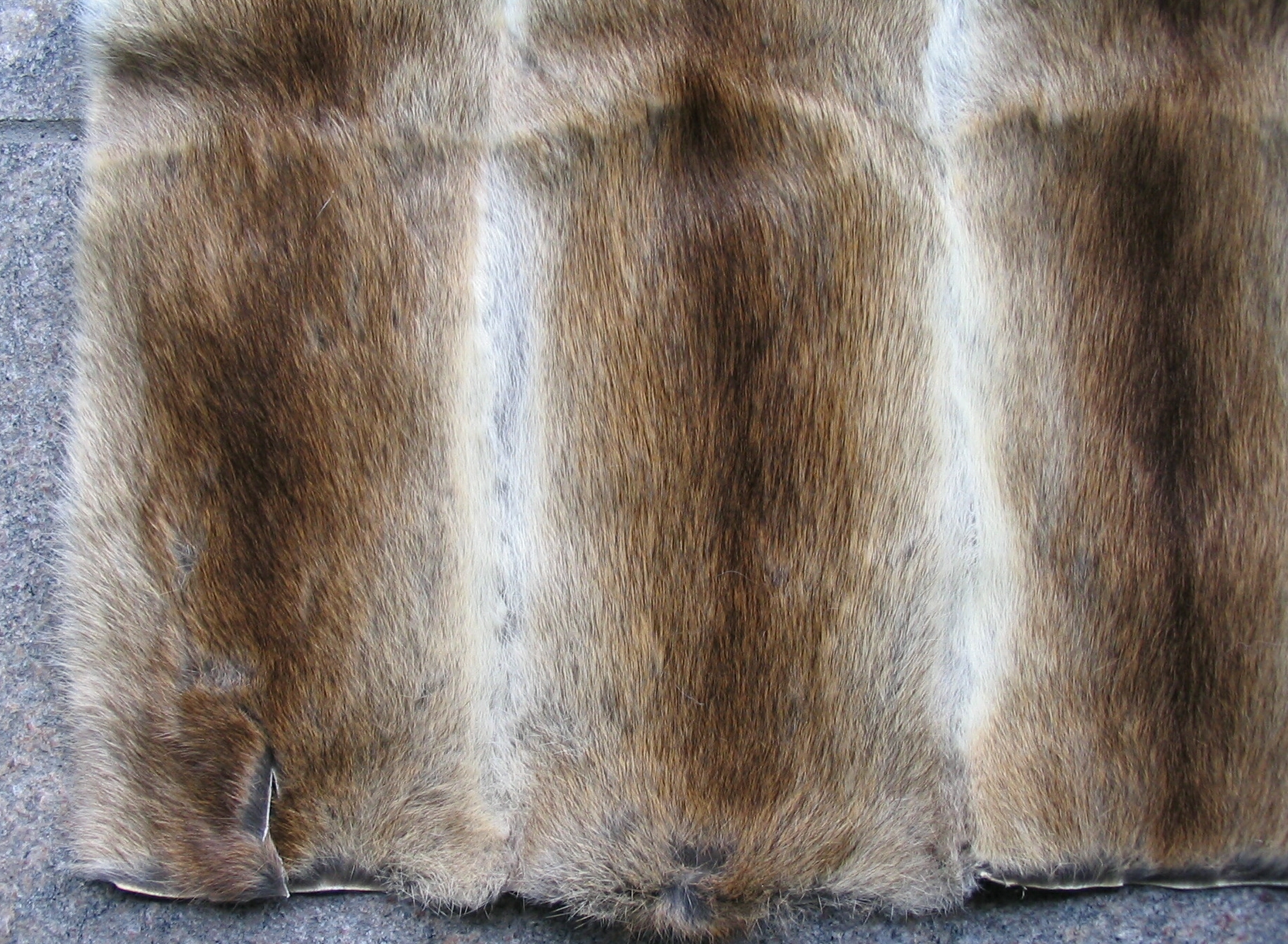
Виріб з хутра хохулі
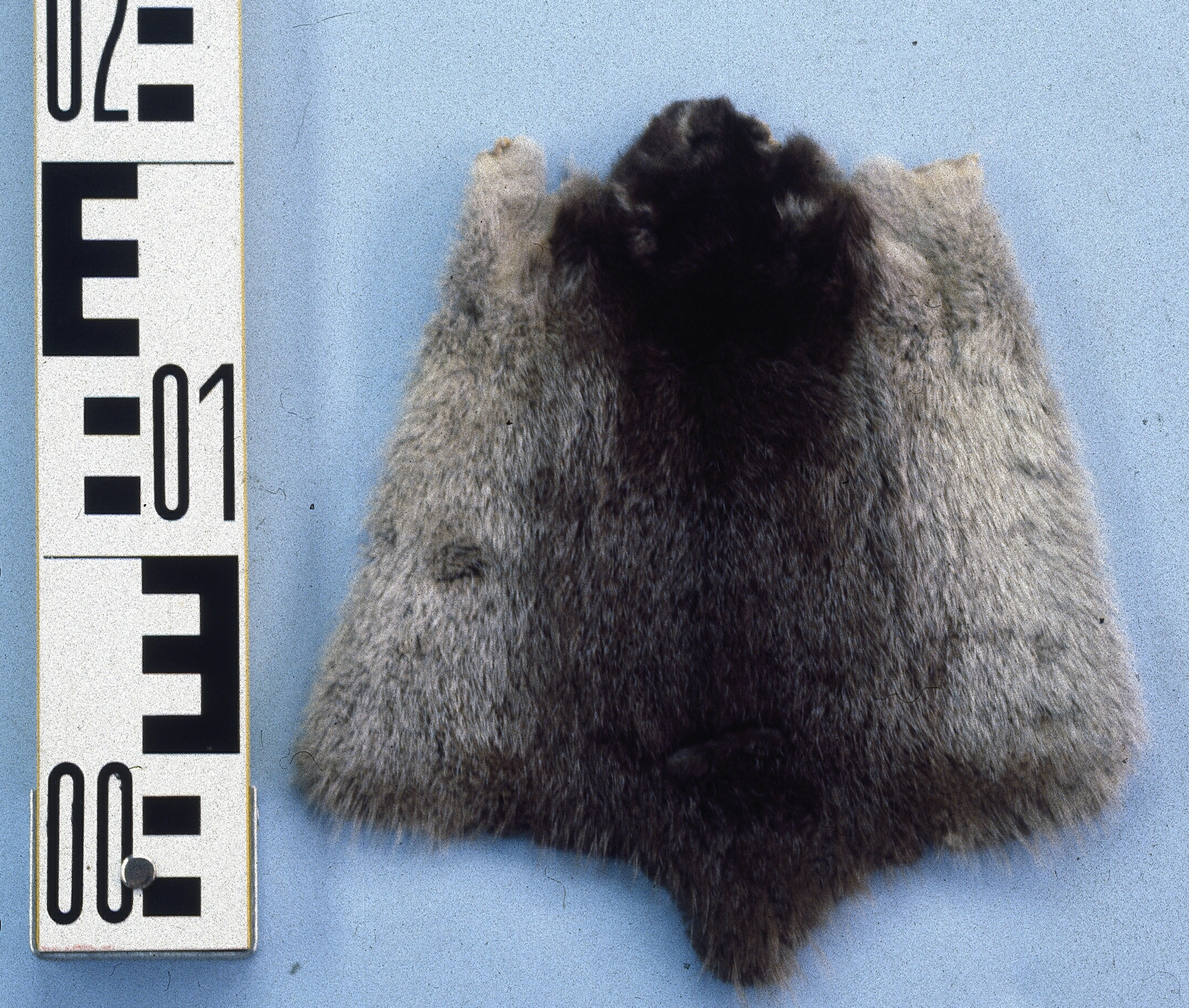
Хутро хохулі
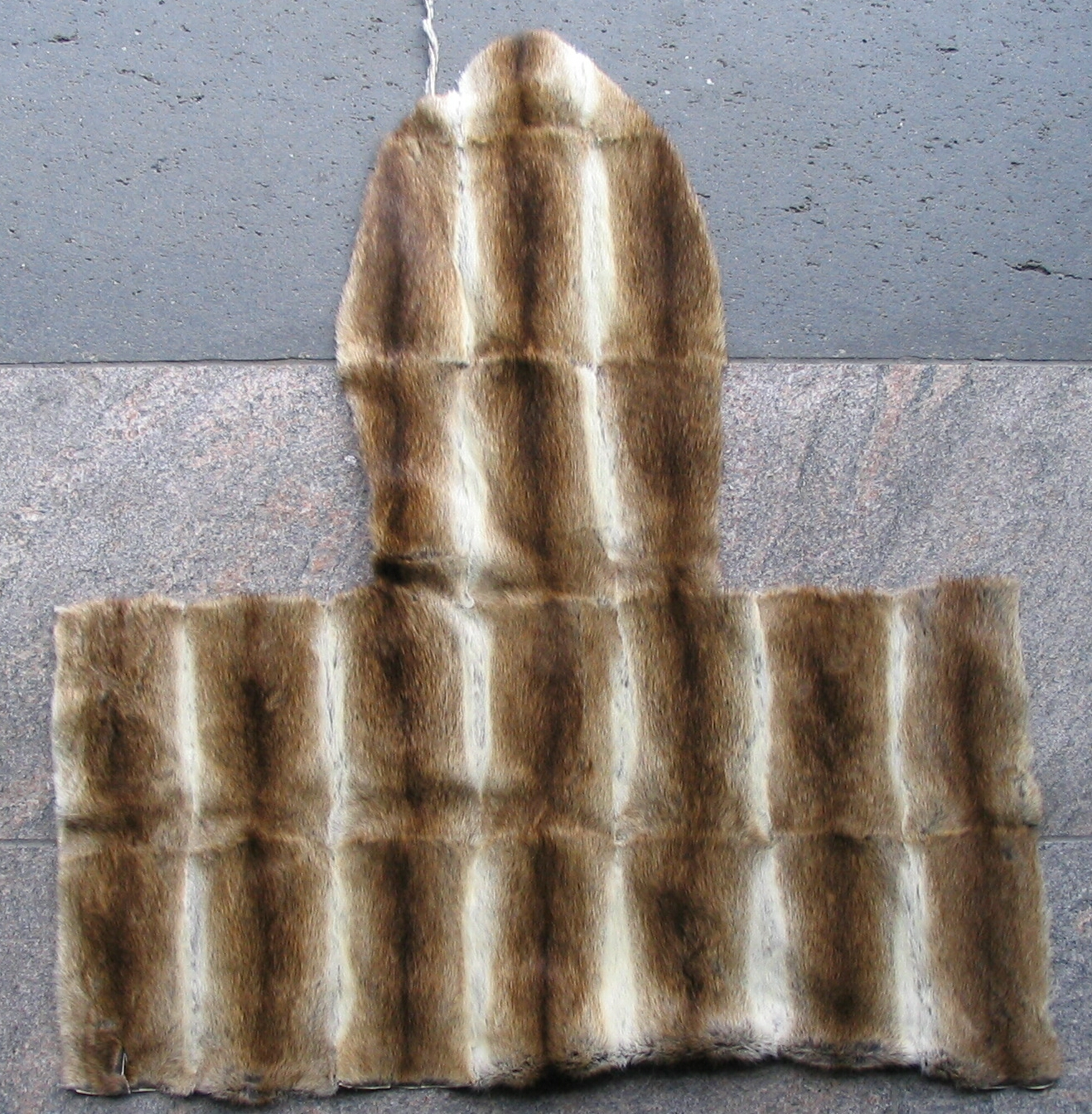
Виріб з хутра хохулі

Серце меншого об'єму ніж у сухопутних тварин, але права його сторона товща і масивніша, м'язи правого шлуночка посилені міццю додаткових волокон, бо під водою, яка сильніше стискає грудну клітку ніж повітря, серцю важче проштовхувати кров в легені.

## Спосіб життя
Пересуваючись суходолом, хохуля майже плазує, залишаючи на землі характерні сліди від власного черева. Кубла влаштовує у норах на високих берегах. Вхід на глибині 15-20 см під поверхнею води; інколи, при зниженні води влітку роблять другий вхід під першим, на глибині 30-35 см. До нижнього входу веде заглиблена канавка, якою хохулі в посуху до останнього намагаються забезпечити водою власну нору. Кубло знаходиться завжди вище рівня води, часто під самою поверхнею ґрунту. У повінь хохулі вільно плавають заплавою, не маючи постійного сховища.
Дефекацію хохулі проводять лише у воді, їх випорожнення нагадують згустки зеленої рідкої глини.
Вороги — лисиця, горностай, тхори і норки.

## Живлення

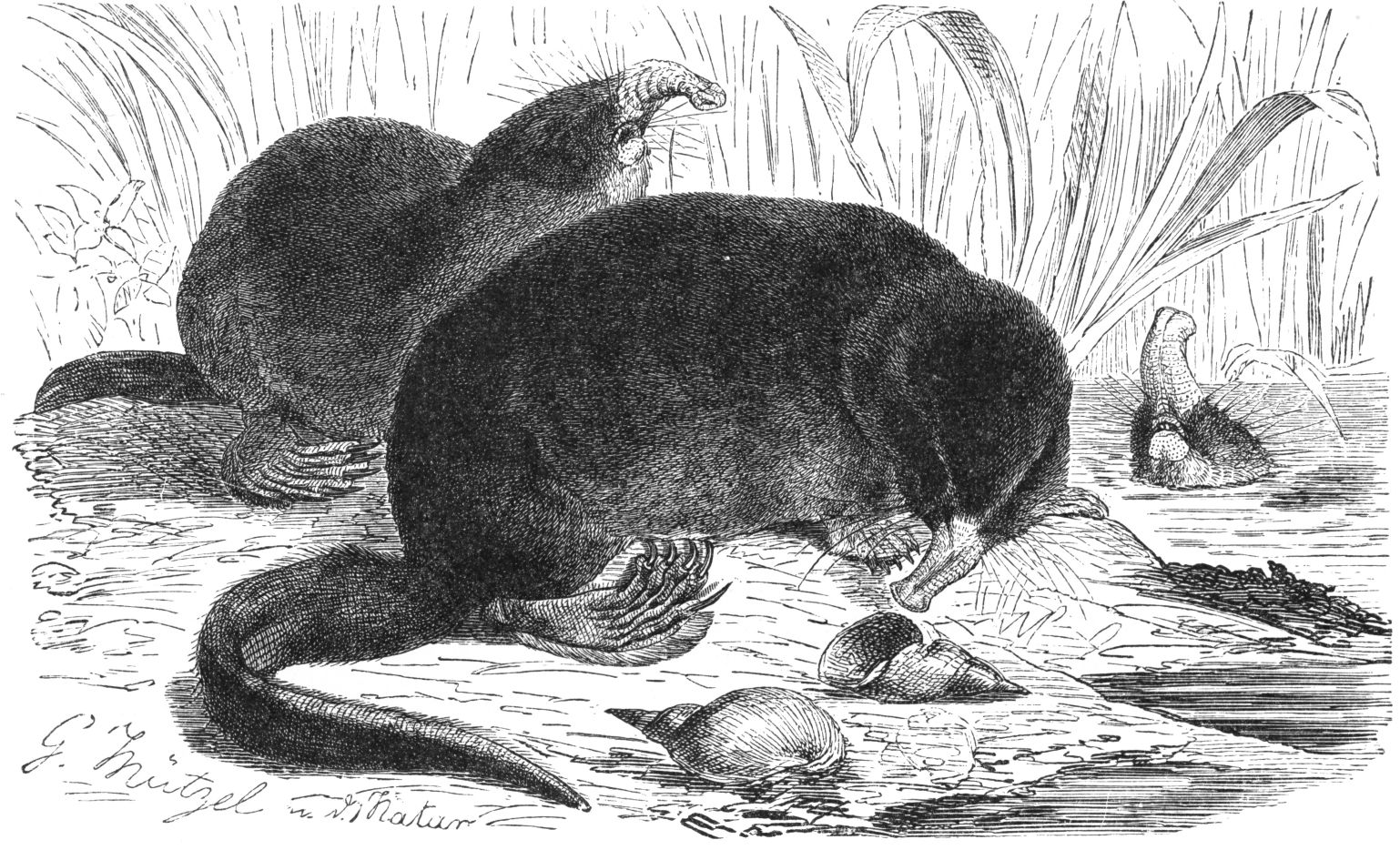
Живлення хохуль на березі. Ілюстрація з Бремівського «Життя тварин» 1927 року видання.

Активна під час сутінок та вночі. Живиться переважно водяними безхребетними (молюски: п'явушники, жабуринці, живородки, калюжниці; п'явки, водяні комахи, дощові черви), кореневищами водяних і прибережних рослин (рогіз, стрілиця, очерет, латаття, глечики), взимку дрібною рибою. Коли хохуля харчується на дні, то копається в мулі гострим рильцем і передніми лапками, немов би йде на них по дну до низу головою, піднявши зад догори — подібно качкодзьобу.

## Розмноження
Моногам. Самка один раз (іноді двічі) на рік після 40-50-денної вагітності у червні народжує 1-5 (частіше 3-4) малят. Малята починають бачити на 35-40 добу. Восени малята покидають кубло. Статевозрілими стають у 7-8-місячному віці.

## Поширення

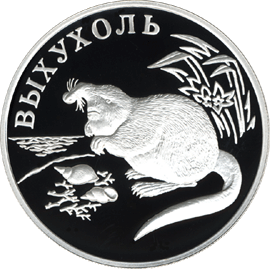
Срібна монета номіналом 1 російський рубль із зображенням хохулі на аверсі, серія «Червона книга», 2000 рік

Хохуля руська — реліктовий вид (збереглася майже без змін протягом останніх 30 млн років), ендемік Східноєвропейської рівнини. Ареал розірваний, охоплює басейни Дніпра, Волги, Дону й Уралу. Колись хохулі були поширені по всій Європі, включно з Британськими островами. Водиться вона також в Казахстані й Західному Сибіру; проводились спроби акліматизації в Литві і Білорусі.
- У басейні Дніпра хохуля зустрічається по річках Іпуть, Вязьма, Остер, Сейм, Свапа (Смоленська, Брянська і Курська області). Популяція, станом на початок XXI століття, налічує приблизно 3,5 тис. особин[7].
- У басейні Дона — по річкам Вороніж, Битюг, Хопер (Воронезька, Тамбовська, Липецька, Саратовська, Пензенська, Волгоградська області).
- У верхів'ях Волги зустрічається по річках Которосль (Ярославська область) і Унжа (Костромська область). Одна з найбільш великих популяцій збереглася в нижній течії Клязьми (Володимирська, Івановська області), по нижній течії Мокші і Цни (Рязанська, Тамбовська області). Звичайна в нижній течії Оки (Володимирська, Рязанська і Нижегородська області). Популяція, станом на початок XXI століття, налічує приблизно 6 тис. особин[7]. Однак цій популяції загрожує підйом Чебоксарського водосховища[12] У середній течії Волги зустрічається по річці Сура (Пензенська й Ульянівська області) і Алатир в Мордовії. Нижче по Волзі хохуля досить рідкісна.
- У 1961 році акліматизована по річці Уй (Челябінська область), переселились до заплави Тоболу (Курганська область). Популяція, станом на початок XXI століття, у 2 тис. особин[7].
- Спеціалізований заповідник в Кожевниковському районі Томської області.

### В Україні
В Україні поширена у басейні Дінця й Дону. Викопні рештки відомі з пліоценових, плейстоценових і голоценових відкладів у басейнах Дніпра, Дністра і в Приозів'ї.
На початку XX століття в Україні вид знаходили в басейні Дніпра (на річках Гнилому Ташлику, Сурі, Самарі та ін.) та на Сіверському Дінці, у деяких місцевостях Харківської та Донецької областей. Природний ареал у середині і другій половині ХХ століття був обмежений лише середньою течією Дінця, в специфічних для фауни Придінців'я місцезнаходженнях — заплавних озерах-старицях Мертвого Дінця. Останні знахідки (близько 1980—1985 років) стосувалися заплавних озер біля Станичанського філіалу Луганського природного заповідника.
Після 1970 року вид відмічений на Сумщині, куди він потрапив після його штучного вселення у заплаву річки Сейм на території суміжної з Україною Брянської області Росії. Зокрема, його знайдено поблизу сіл Волинцевого та Манухівки (обидва — Путивльський район), Рижівки (Білопільський район) Сумської області на межі з Курською областю Росії, в якій хохулю звичайну було успішно акліматизовано.
В Україні єдина популяція хохулі руської залишилася в Сеймі на Сумщині та у двох його притоках. У 2009 році вчені припускали, що на Сеймі та його притоках залишалося близько 300–500 хохуль. Проте ґрунтовних досліджень сеймської популяції хохуль не проводили. “Інформація, яка в нас є по Сейму, — це реєстрації знахідок: люди просто розказують, що їм на очі потрапляла ця тваринка. Є фотографії хохулі в притоці Сейму, річці Вир — там точно була невеличка популяція”, — говорить  науковий співробітник Регіонального ландшафтного парку «Сеймський» Олександр Ємець.
Сам Олександр зустрів хохулю в річці Клевень. Це сталося поблизу села Литвиновичі Конотопського району 6 серпня 2018-го. Схоже, це був останній зафіксований випадок, коли в Україні бачили хохулю. До кінця бойових дій на Сумщині говорити про збереження хохулі рано.
Місця перебування. Селиться в стоячих тихих прісних водоймах, які поросли водяними рослинами, багаті на водяну фауну, досить глибокі (не менше 2 м) заплавні озера, стариці та затоки.

## Статус популяції
В Росії промисел хохулі здійснювався мисливцями-вихухлятниками навесні, коли нори тваринки затоплювала вода. Полювання здійснювалось як із застосуванням вогнепальної зброї з човнів, так і за допомогою силків і западок влітку. Мисливський закон від 3 лютого 1892 року не відносив хохулю до хижих звірів, а отже дозволяв її промисел у чітко визначений період — з 1 березня по 29 червня. Заготівельна ціна була від 50 копійок до 1 карбованця за шкурку.
На початку XX століття хутро хохулі увійшло в моду і це мало її не згубило. Перед Першою світовою війною в Росії продавали по 100 тис. шкурок на рік. Найбільші заготівки за радянських часів припали на 1954 рік — 23,3 тис. (у той час як промислова заготівля хутра ондатри складала не більш 8-9 тис. на рік.
Чисельність на сході України, ймовірно, не перевищує кількох десятків особин. У 1954 році у заплаві Сіверського Дінця (до 1954 року тут діяв хохулевий заказник Кремінне) налічувалось близько 500 особин звірків.
Причини зміни чисельності:
- погіршення екологічних умов і гідрологічного режиму водойм унаслідок господарської діяльності людини;
- пересихання водойм улітку;
- промерзання водойм взимку;
- зимові паводки;
- забруднення хімічними речовинами та промисловими стоками;
- вилов риби сітьовими самоловними снастями, в які потрапляє і хохуля звичайна;
- руйнування нір людиною та худобою, що випасають поблизу водойм;
- російська військова агресія[14].

### Утримання і розмноження у неволі
Раніше було набуто досвід розселення виду: протягом 1929—1940 років у Київській, Полтавській, Харківській, Луганській та Херсонській областях було розселено 336 звірків.

## Охорона виду

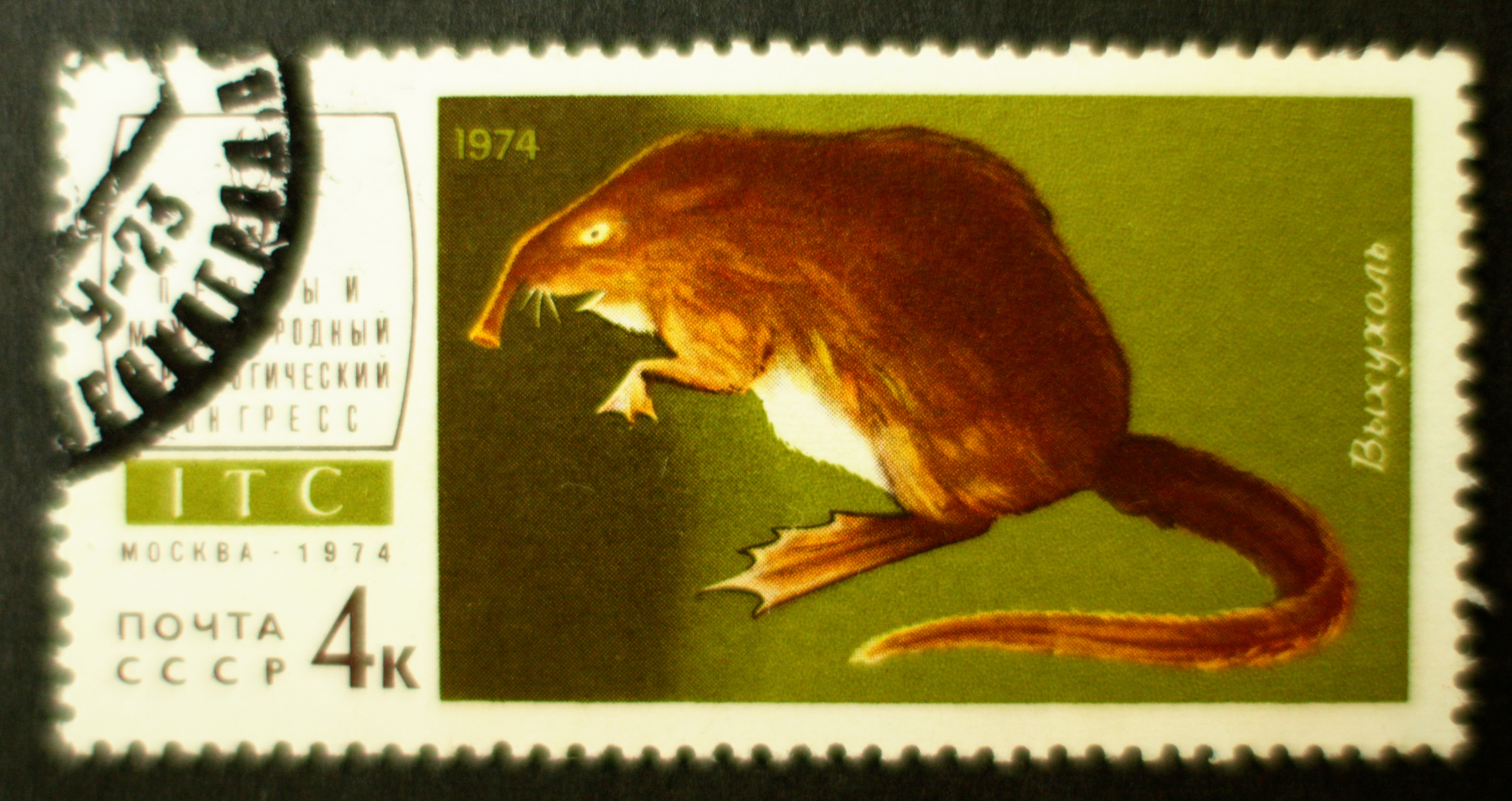
Хохуля руська на радянській поштовій марці 1974 року

Хохулю, як зникаючий реліктовий вид, занесено до всіх видань Червоної книги України (1980, 1994, 2009), Європейського Червоного списку (1991). З 1996 року Міжнародний союз охорони природи надав хохулі статус «уразливого виду». Проте у вересні 2016 року статус було змінено на «вид під загрозою вимирання».
В Україні для охорони хохулі 1968 році створено Станично-Луганський філіал Луганського природного заповідника та у 1987 році Середньосеймський заказник загальнодержавного значення (Сумська область). Вважається доцільним створити заповідник на Сеймі.
Дієвими заходами охорони є сувора заборона вилову риби ставними сітками, вершами, а ондатри — капканами в усіх потенційних місцях перебування виду. Важливо також заборонити випасання худоби у прибережній (до 50 м) зоні водойм, знищення рослинності на берегах, меліорацію.